# Беглец (фильм, 1998)
Беглец (англ. Spoiler) — научно-фантастический фильм.

## Сюжет
Будущее, особо опасных преступников теперь не только лишают свободы, но в качестве наказания на несколько десятков лет помещают в анабиоз. Главный герой Роджер Мейсон вечный беглец. Каждый раз после побега из тюрьмы его ловят и замораживают, но он вновь бежит. Его имя легенда среди таких же как он отщепенцев, у каждого охранника припасена пуля с его именем. Проходят годы, уходят из жизни почти все кого он знал на свободе, а он остаётся всё таким же молодым и несломленным. Ведь у него есть дочь и хотя она уже успела вырасти, но папа помнит её маленькой девочкой, к которой должен непременно вернуться... Он найдёт её уже умирающей от старости, поцелует бездыханное тело, а потом вновь побежит, под звуки выстрелов в спину.

## Создатели фильма

### В ролях
- Гэри Дэниелс — Роджер Мейсон
- Меган Фостер — женщина в очках
- Джеффри Комбс — капитан
- Стивен Шуб — книжник
- Николас Сэдлер — Ренни
- Джин Спигл Ховард — Джилиан Мейсон в старости
- Стюарт Финлэй-МакЛеннан — Лори
- Дэвид Гро — дядя Хачи
- Брайан Дженесс — охотник за головами

### Съёмочная группа
- Режиссёр — Кэмерон ван Даак
- Сценарист — Майкл Калеснико
- Продюсеры — Джон Эйрс, Барнет Бэйн
- Композитор — Марко Маринанджели
- Оператор — Филип Ли

## Приём
Из-за нетрадиционного авторского подхода в подаче материала картина не снискала успеха у зрителя, не ожидавшего увидеть вместо типичного боевика с известной звездой жестокую драму.